# Chêne de Tamme-Lauri
Le chêne de Tamme-Lauri (en estonien : Tamme-Lauri tamm) est l'arbre le plus ancien d'Estonie. Il est situé dans la commune de Urvaste, dans le comté de Võru. Sa hauteur s'élève à 17 mètres pour une circonférence du tronc, mesurée à 1,30 mètre du sol, de 8,31 mètres. Il a été planté vers 1326.
L'arbre est représenté au verso du billet estonien de dix couronnes et sur le blason et le drapeau de la commune de Urvaste.

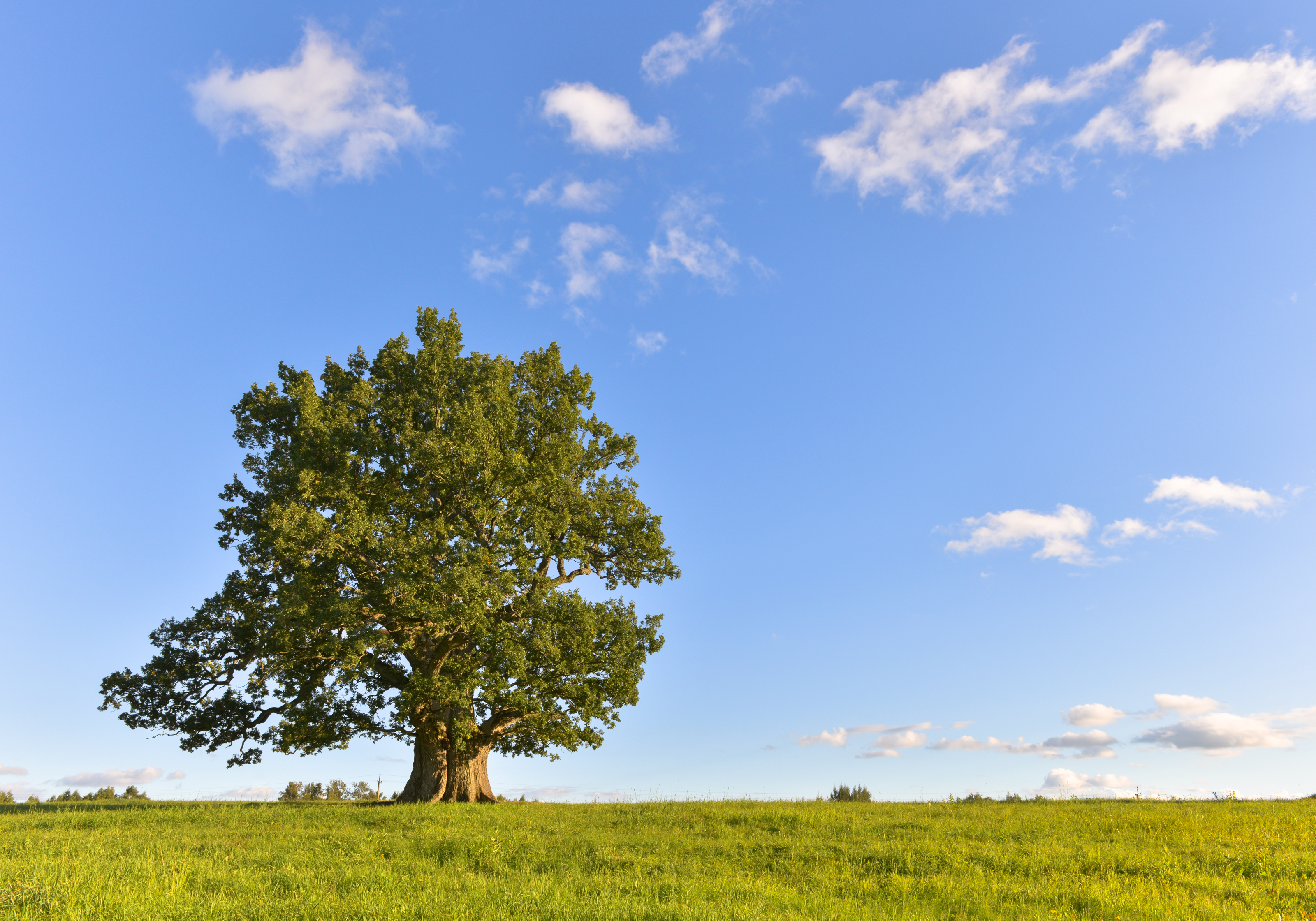
Vue du chêne en septembre 2013